# Oswald Mathias Ungers

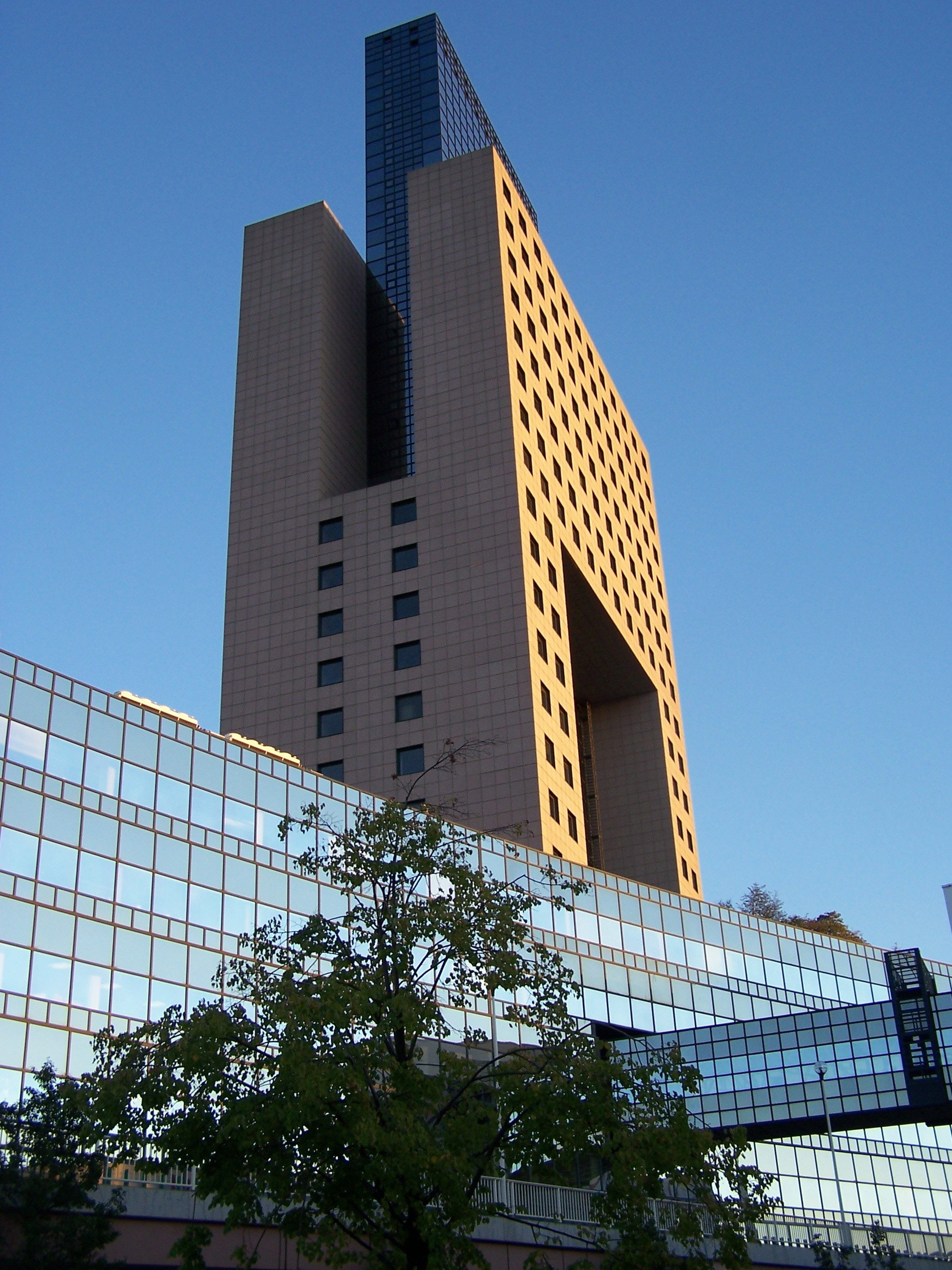
Messe-Torhaus i Frankfurt.

Oswald Mathias Ungers, född den 12 juli 1926 i Kaisersesch och död 30 september 2007 i Köln, var en tysk arkitekt.
Ungers studerade arkitektur vid Tekniska högskolan i Karlsruhe mellan åren 1947 och 1950 och hade bland andra Egon Eiermann som professor. 1950 startade han ett eget kontor i Köln och fick många projekt genomförda inom flerbostadsbyggandet under 1950-talet. 1958 ritade han ett hus åt sig själv som kom att uppmärksammas för sin rationalistiska och brutalistiska arkitektur. Denna stil, som kännetecknas av enkla proportioner och kubiska volymer, kom att bli ett signum för Ungers under hela hans resterande karriär. 
1964 öppnade han en kontorsfilial i Berlin och året efter blev han professor inom arkitektur vid universitetet i samma stad. Akademiska kontroverser i samband med studentrevolten i slutet av 1960-talet gjorde dock att Ungers avbröt sin professur i Berlin då han blev inbjuden att arbeta vid olika universitet i USA, däribland som gästprofessor vid Harvard i Boston och vid universitetet i Los Angeles.
1976 flyttade Ungers tillbaka till Tyskland och fortsatte att driva sina kontor, som så småningom även fick filialer i Frankfurt och Karlsruhe. I samband med detta fick han allt större projekt som ofta handlade om museum och andra offentliga verksamheter runt om i Tyskland. Hans verk från 1980-talet är präglade av idéerna kring rationalistiska former och kubism, vilket blandades med tidens postmodernistiska ideal. 1986 blev Ungers professor på heltid vid Kunstakademie i Düsseldorf där han verkade fram till 1990. Därefter genomförde han en rad uppmärksammade projekt under 1990- och början av 2000-talet och var aktiv arkitekt fram till sin död.  
Oswald Mathias Ungers dog 30 september 2007 i sviterna av en lunginflammation.

## Verk i urval
- 1950-1957 Diverse bostadsprojekt i Köln
- 1958 Eget bostads- och kontorshus i Köln
- 1962-1967 Diverse flerbostadshus i Berlinområdet
- 1979-1984 Tyska arkitekturmuseet i Frankfurt
- 1980-1983 Messe-Torhaus i Frankfurt
- 1983-1991 Bibliotek i Karlsruhe
- 1986 Huvudbyggnad vid Alfred Wegener Institut in Bremerhaven
- 1993-1996 Friedrichstadt-Passagen (Quartier 205) i Berlin
- 1994 Ambassadörsresidens i Washington D.C.
- 1995 Museum för modern konst, Hamburg
- 1998-2001 Dorotheenhöfe, Berlin
- 2001 Wallraf-Richartz Museum in Köln
- 2006 Entré till historisk plats i Trier